# Alana Smith
Alana Smith (née à Mesa, en Arizona, le 20 octobre 2000) est une skateuse professionnelle.
Particulièrement précoce, elle réussit un McTwist dès l'âge de douze ans. Elle devient alors en 2013, à douze ans encore, la plus jeune personne médaillée de l'histoire des X Games.
Militante LGBT, Alana profite de sa participation aux Jeux olympiques d'été à Tokyo en 2021 pour faire son coming out en tant que personne non binaire et devient ainsi la première personne non-binaire de l'histoire de la délégation américaine. Alana utilise le pronom neutre they en anglais.

## Biographie
Alana Smith naît le 20 octobre 2000 à Mesa en Arizona. L'enfant découvre le skateboard en regardant les X Games à la télévision avec son père et commence à pratiquer à l'âge de sept ans. Au vu de ses résultats, ses parents scolarise Alana à domicile après le CE1 pour lui permettre de se concentrer pleinement sur sa pratique.
En 2012, Alana devient la première « femme » à réussir un McTwist en compétition, sous les yeux de Mike McGill, l'inventeur de la figure. L'année suivante à Barcelone, l'athlète remporte à douze ans la médaille d'argent aux X Games, établissant un nouveau record de précocité dans ces jeux. En octobre 2014, Alana participe aux championnats du monde de skateboard, la Street League Skateboarding, ouverte pour la première fois aux femmes.
Alana signe son premier contrat avec Hoopla Pro en mai 2015. En août 2016, l'athlète rejoint avec Nora Vasconcellos l'équipe Tactics basée en Orégon.
Avant sa participation aux Jeux olympiques d'été de 2020 à Tokyo, Alana Smith se déclare personne non binaire et bisexuelle,,. Sa performance lors de la compétition suscite de nombreuses interrogations car l'athlète se contente de rouler tranquillement sans tenter de figures, mis à part un ollie, cumulant un score de 1,25 et ne dépassant jamais le 0,46/10 sur ses sept tentatives. Dans une déclaration publiée sur Instagram, Alana Smith explique sa prestation : « Mon objectif en venant ici était de ressentir du bonheur et de représenter des humains comme moi (...) Pour la première fois de ma vie, j'éprouve de la fierté en regardant qui je suis aujourd'hui. (...) J'ai choisi mon bonheur plutôt que la médaille »,. Alana explique avoir voulu « incarner une représentation » des personnes non-binaires pendant cet évènement.
Alana Smith utilise le pronom neutre they en anglais, souvent traduit par « iel » en français.